# Андрюс Скерла
Андрюс Скерла (лит. Andrius Skerla; нар. 29 квітня 1977, Вільнюс, Литва) — литовський футболіст та тренер, виступав на позиції захисника.

## Клубна кар'єра

### Ранні роки
Футбольну кар'єру розпочав 1995 року у вільнюському «Жальгірісі», разом з яким 1997 року виграв Кубок Литви. Напередодні старту весняної частини сезону 1998 року перебрався в нідерландський ПСВ, за який зіграв 25 матчів в Ередивізі. Через травму зіграв незначну кількість матчів у національному чемпіонаті, який ейндговенський клуб виграв у сезоні 1999/00 років.

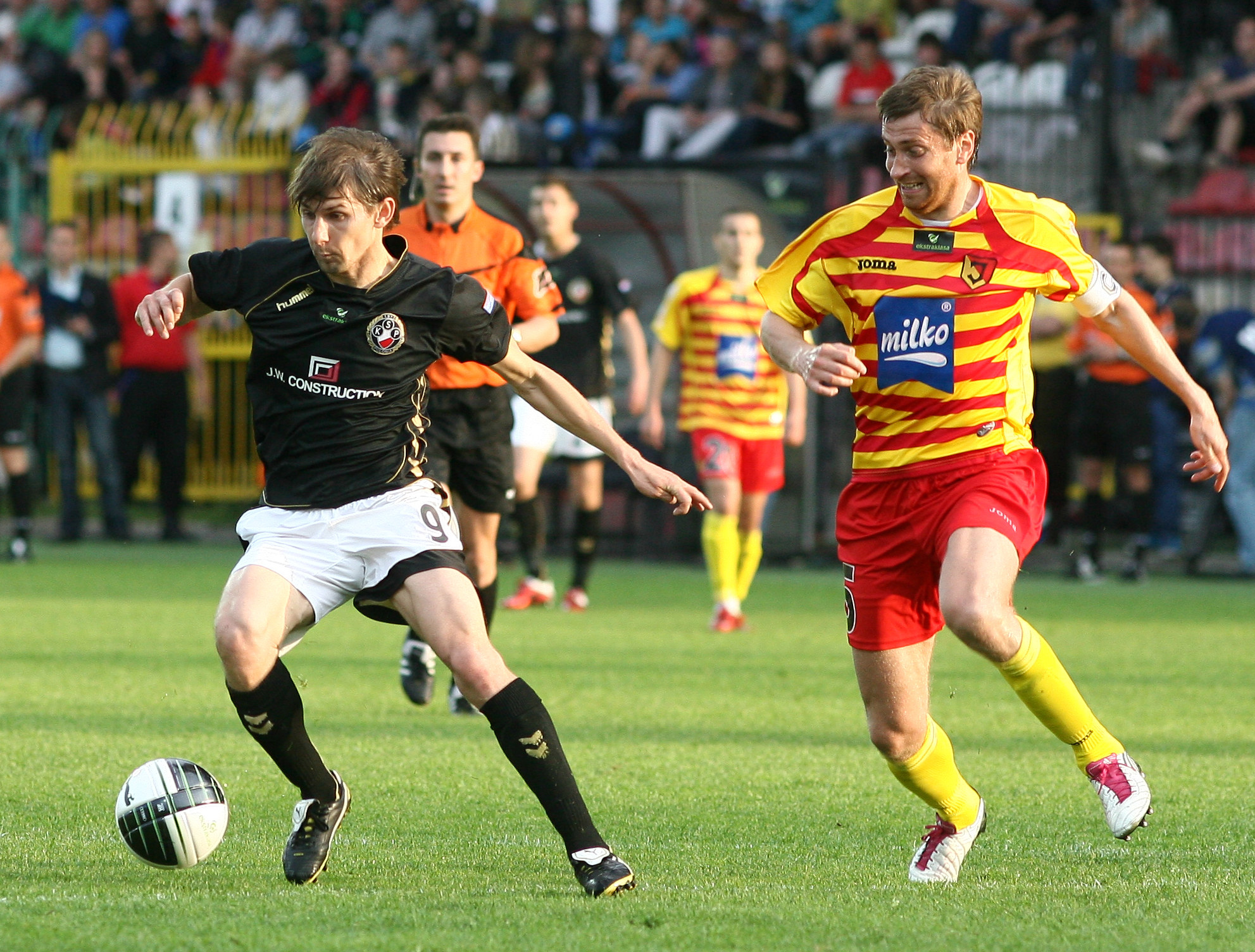
Андріус Скерла (праворуч) у боротьбі з Еузебіушем Смоляреком (2011)

### «Данфермлін Атлетік»
У 2000 році підписав 3-річний контракт з представником шотландської Прем'єр-ліги «Данфермлін Атлетік». Менеджер клубу Джиммі Калдервуд включив Скерлу в стартовий склад. Після одного сезону в Шотландії ЗМІ спекулювали про можливість переходу литовця в «Рейнджерс», але трансфер так і не відбувся. У 2004 році зіграв у фіналі Кубку Шотландії між «Данфермліном» і «Селтіком». У вище вказаному поєдинку відзначився єдиним голом за свій клуб, але перемогу здобула команда з Глазго (3:1). 

### «Том»
У березні 2005 року оголосив, що хоче залишити Шотландію, оскільки вирішив шукати нових викликів у кар'єрі. Після невдалих переговорів з казанським «Рубіном», представники якого не захотіли заплатити запропоновану «Данфермлайн» ціну в 200 000 фунтів, Андрюс повторив своє рішення, що хоче переїхати. Зрештою литовець підписав контракт із новачком російської Прем’єр-ліги томською «Том’ю», яка погодилася заплатити за нього 200 000 фунтів.

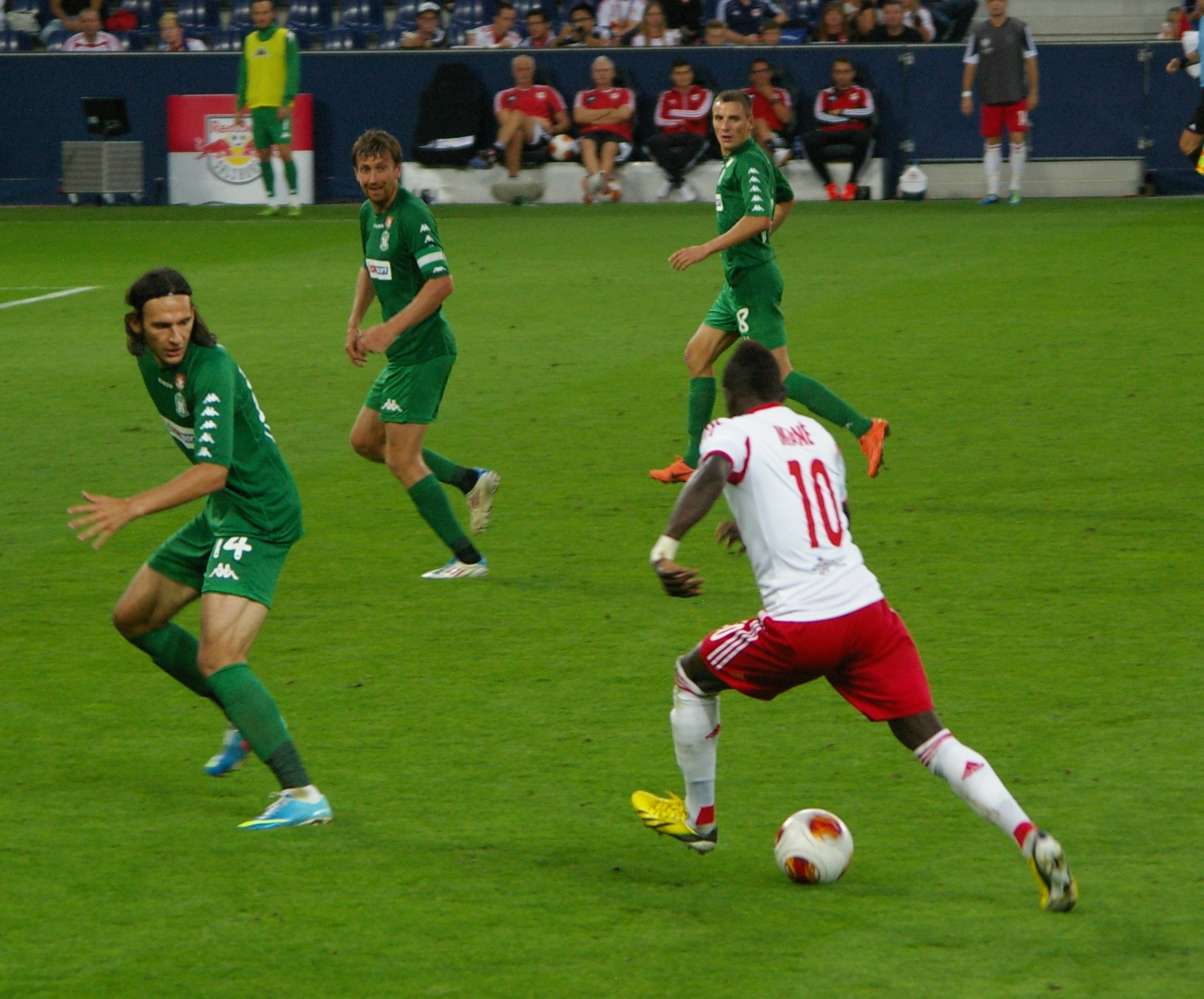
Андрюс Скерла у матчі проти «Адміри Ваккер» (2012)

### «Ветра»
Після «Томі» вирішив повернутися на батьківщину, де підписав 2-річний контракт з «Ветрою». Однак уже наприкінці червня з'явилися чутки, що Андрюс може виїхати за кордон.

### «Корона»
Наприкінці серпня 2007 році чутки підтвердилися, оскільки контракт гравця викупив польський клуб «Корона», з яким литовець підписав новий 1-річний контракт. У футболці кельцинського клубу зіграв 26 матчів та відзначився 2-ма голами.

### «Ягеллонія»
З осені 2008 року по 20 січня 2012 року був гравцем і другим капітаном «Ягеллонії» (Білосток). Виступав у футболці з 5-м ігровим номером. Відзначився єдиним голом у фінальному матчі Кубку Польщі 2009/10, завдяки чому білостоцька «Ягеллонія» виграла трофей, обігравши щецинську «Погонь». 20 січня 2012 року розірвав контракт з білостоцьким клубом за згодою сторін.

### «Жальгіріс»
Після повернення до Литви знову став гравцем вільнюського «Жальгіріса», з яким за два сезони виграв чемпіонат Литви та два національні кубки. Грав за столичний клуб у футболці з 2-м ігровим номером. Після завершення сезону 2013 року в А-Лізі завершив кар'єру футболіста.

## Кар'єра в збірній
У національній збірній Литви дебютував 3 листопада 1996 року у Вільнюсі у товариському матчі проти збірної Індонезії. Єдним голом за національну збірну відзначився 7 жовтня 2006 року в матчі проти Фарерських островів, який став 50-м для Андрюса за збірну Литву. Завершив кар'єру в національній збірній 11 жовтня 2011 року, зіграв у програному (1:4) матчі кваліфікації чемпіонату Європи 2012 року проти збірної Чехії. Загалом у 1996–2011 роках провів за національну збірну 84 матчі та відзначився 1-м голом.

### Голи за збірну
| №  | Дата          | Місце                | Суперник          | Гол | Результат | Змагання                            |
| -- | ------------- | -------------------- | ----------------- | --- | --------- | ----------------------------------- |
| 1. | 7 жовтня 2006 | Торсволлюр, Торсгавн | Фарерські острови | 1:0 | 1:0       | кваліфікація чемпіонату Європи 2008 |

## Кар'єра тренера
У 2014–2017 роках працював помічником тренера вільнюського «Жальгіріса». У 2015–2016 роках очолював резервну команду вище вказаного клубу. У 2017 році зайняв посаду помічника тренера молодіжної збірної Литви.
У 2020 році отримав тренерську ліцензію UEFA PRO. З 2021 року очолює «Хегельманн», який виступає в А-Лізі. У грудні 2022 року підписав новий 3-річний контракт з клубом, за яким повинен очолювати «Хегельманн» до завершення сезону 2025 року.

## Досягнення
«Жальгіріс» (Вільнюс)
- А-ліга
  -  Чемпіон (1): 2013

- Суперкубок Литви
  -  Володар (1): 2013

- Кубок Литви
  -  Володар (3): 1996/97, 2011/12, 2012/13

ПСВ
- Ередивізі
  -  Чемпіон (1): 1999/2000

«Ягеллонія»
- Кубок Польщі
  -  Володар (1): 2009/10

- Суперкубок Польщі
  -  Володар (1): 2010